# Mermessus coahuilanus
Mermessus coahuilanus là một loài nhện trong họ Linyphiidae.
Loài này thuộc chi Mermessus. Mermessus coahuilanus được Willis J. Gertsch & Michael Davis miêu tả năm 1940.